# Gebhard de Supplinbourg
 (mars 2012).
Gebhard de Supplinbourg, mort le 9 juin 1075 près de Langensalza en Thuringe, fut comte dans le Harzgau et le Nordthüringgau, des pays (Gau) du duché de Saxe. Il était l'un des rebelles mort lors de la révolte des Saxons contre l'autorité du roi Henri IV. Son fils, Lothaire de Supplinbourg, sera élu roi des Romains en 1125 et couronné empereur du Saint-Empire en 1133.

## Biographie
Gebhard est le fils du comte Bernhard de Supplinbourg (mort vers 1069) et de son épouse Ida, la fille du comte Gebhard de Querfurt, et la nièce de saint Bruno de Querfurt. Le grand-père de Gebhard, Liutger, comte de Süpplingenburg, était déjà mentionné comme seigneur du Harzgau en Ostphalie vers l'an 1021. Le frère cadet de Gebhard, Dithmar, fut évêque d'Halberstadt pendant une courte période en 1089.
Gebhard soutient la fronde de la haute noblesse de Saxe contre le règne de la dynastie franconienne, notamment du roi Henri IV, qui éclata en été 1073. En liaison avec le comte Otton de Nordheim et l'évêque Buchard d'Halberstadt, il est cité comme étant l’un des chefs des rebelles. Selon les chroniques de l'abbé Lambert de Hersfeld, il incite les Saxons à se soulever et est tué lors de leur défaite à Langensalza, le 9 juin 1075, lorsque les autres insurgés ont réussi à s'enfuir. 

## Mariage et descendance

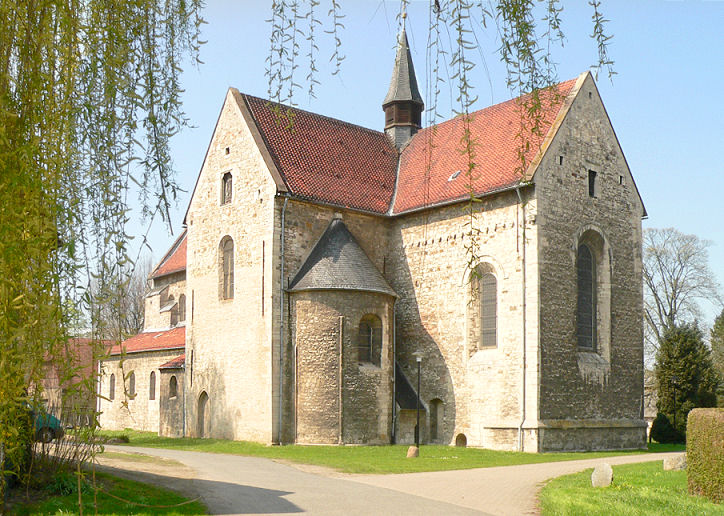
L'église de Süpplingenburg.

Contre l'opposition de son rival le comte palatin Frédéric II de Goseck, Gebhard de Supplinbourg épouse Edwige (morte vers 1090), fille de Frédéric, comte de Formbach (Vornbach) en Bavière, et de son épouse Gertrude d'Haldensleben. Ce mariage lui a valu l'anathème de l’évêché d'Halberstadt ; néanmoins, Gebhard prit sa femme par la force. Deux enfants connus sont nés de cette union :
- Ida († 1138)[1], elle épouse Sighard X, comte de Tengling et de Burghausen-Schala en Bavière[3] ;
- Lothaire (1075-1137)[1], qui est nommé duc de Saxe en 1106 et élu roi des romains (c'est-à-dire candidat au trône impérial) en 1125, puis fut empereur du Saint-Empire du 4 juin 1133 jusqu'à sa mort en décembre 1137.

Veuve en 1075, Edwige se remarie en secondes noces avec le duc Thierry II de Lorraine (mort en 1115), un descendant des Girardides.